# Initial Developer's Public License
Initial Developer's Public License (IDPL) - jedna z licencji wolnego oprogramowania. Na takiej licencji udostępniany jest kod źródłowy serwera Firebird SQL dodany do oryginalnego kodu źródłowego serwera InterBase 6.0.
Jest to modyfikacja licencji Mozilla Public License v.1.1.